# Ali Uras
Ali Uras, né le 14 mai 1923, à Sinop, en Turquie et décédé le 5 mai 2012, à Istanbul, en Turquie, est un ancien joueur et dirigeant turc de basket-ball. Il est président de Galatasaray de 1979 à 1986.